# Guareña (rivière)
Pour les articles homonymes, voir Guareña (homonymie).
Le Guareña est un cours d'eau espagnol d'une longueur de 63 km qui coule dans la communauté autonome de Castille-et-León. Il est un affluent du Douro.

## Source de la traduction
- (es) Cet article est partiellement ou en totalité issu de l’article de Wikipédia en espagnol intitulé « Río Guareña » (voir la liste des auteurs).